# Kinga Achruk
Kinga Achruk (* 9. Januar 1989 in Puławy, geborene Kinga Byzdra) ist eine ehemalige polnische Handballspielerin, die dem Kader der polnischen Nationalmannschaft angehörte.

## Karriere
Kinga Achruk begann im Jahre 1997 das Handballspielen beim polnischen Verein JKS Jarosław. Zum damaligen Zeitpunkt spielte ihre Mutter Małgorzata in der Damenmannschaft von Jarosław, mit der sie im Europapokal auflief. Kingas nächste Stationen waren Orliku Lublin und SMS Gliwice. Während ihrer Zeit in Gliwice stand sie zusätzlich im Kader von SPR Safo Lublin. 2008 unterschrieb sie einen Vertrag beim polnischen Erstligisten MKS Lublin. Mit Lublin gewann Achruk 2011 die polnische Meisterschaft und errang 2009, 2011 sowie 2013 den polnischen Pokal. Im Sommer 2013 nahm sie der montenegrinische Spitzenverein ŽRK Budućnost Podgorica unter Vertrag. Mit Budućnost Podgorica gewann sie 2014, 2015, 2016 und 2017 die Meisterschaft sowie den montenegrinischen Pokal. 2015 gewann sie die EHF Champions League. Ab der Saison 2017/18 lief sie für den polnischen Verein MKS Lublin auf. Mit Lublin gewann sie 2018, 2019 und 2020 die polnische Meisterschaft, 2018 den polnischen Pokal sowie 2018 den EHF Challenge Cup. Nach der Saison 2023/24 beendete sie ihre Karriere.
Kinga Achruk bestritt 209 Länderspiele für die polnische Nationalmannschaft. Mit der polnischen Auswahl nahm sie an den Weltmeisterschaften 2007 und 2013 teil. Bei der WM 2013 in Serbien belegte sie den vierten Platz und erzielte 15 Treffer in neun Partien.

## Privates
Kinga Achruk ist seit dem 27. Juni 2015 mit dem polnischen Handballspieler Łukasz Achruk verheiratet.